# McCloud (rivière)
Pour les articles homonymes, voir McCloud.
La rivière McCloud est une rivière des États-Unis d'une longueur de 124 km, qui coule à l'est et parallèlement au fleuve Sacramento. Elle se jette dans le lac Shasta.

## Source de la traduction
- (en) Cet article est partiellement ou en totalité issu de l’article de Wikipédia en anglais intitulé « McCloud River » (voir la liste des auteurs).